# 版号寒冬
「版号寒冬」指2018年3月29日至12月19日，中国大陆暂停审批电子游戏版号的时期。2019年4月，又重新放出了审批通过名单。这一时期的版号冻结，客观上造成了经济损失，游戏行业开发积极性下滑，部分小型游戏工作室倒闭，一定量的游戏发行出走海外市场。同时政策的不稳定性也使得中国大陆游戏市场前景预期黯淡。

## 概述
与电子游戏产业相对成熟的北美ESRB、欧洲PEGI以及临近的台湾的分级方法不同，中国大陆市场施行的电子游戏上架依据，更类似如俄罗斯的审批制，电子游戏需要进行官方机构的内容审查（通常由文化部及广电总局国家新闻出版署进行），通过后予以上架销售许可。但自2018年3月即不再出现新的版号，造成了实际新游戏上架的暂停。
2018年3月29日，国家新闻出版广电总局发布《游戏申报审批重要事项通知》，其中称机构改革带来了对游戏审批工作的影响，但未提及恢复时间。
虽然经历了相当长一段时间的版号审查冻结，但直到2018年8月，因《怪物猎人 世界》在中国大陆的下架风波，才有中国大陆以外媒体就此事进行讨论。此时，虽然改组后的文化与旅游部仍然在批准新游戏的内容审查号，但国家新闻出版署则未能提供相应的出版号。8月30号，教育部等8个部门发布《综合防控儿童青少年近视实施方案》，其中新闻出版署提及「实施网络游戏总量调控」，「控制新增网络游戏上网运营数量」让版号审批更加不明朗。焦虑加速游戏公司市值蒸发。
2018年12月19日，国家新闻出版署重新开始版号审批与核发工作，「版号寒冬」结束。首批通过审核的为国产游戏，进口游戏仍然为暂停状态，直到2019年11月。
「版号寒冬」造成了近9个月时间的新游戏核发与上架停止，波及家用游戏机、手机游戏等多平台多种类的电子游戏。中国大陆官方媒体多保持沉默，偶有提及也集中在经济新闻方面，如2018年12月4日CCTV财经《交易时间》栏目，并不深究背后原因；2020年1月13日CCTV财经《整点财经》栏目则表示此举“从侧面保证了游戏市场的有序化和精品化”、“客观上也加速倒逼了中国游戏企业的出海布局”。

## 背景

### 中国大陆电子游戏市场
在2017年，以游戏营收来说，中国大陆已经是世界最大的游戏市场。其中手机游戏自2013年的占比17%跃升到2016年的46%，成为增长迅猛的主因。

### 中国大陆电子游戏审核
2010世代，依托游戏平台发行的电子游戏，往往具有网络连接功能，以进行DRM认证或版本更新功能；按照中国大陆定义，这类具联网更新功能的电子游戏，属于网络游戏。数字发行单机游戏在中国大陆审批 ，需要由国家广播电视总局给予的电子出版物出版许可号，即「新广出审」号，在国家广播电视总局网站公示；进口的网络游戏，需由中华人民共和国文化部（2018年改组为文化和旅游部）审批，即「文网游进字」，在中国文化市场网公示。2018年之后，国产和进口游戏的审批均由国家新闻出版署负责。
以中国大陆版 NVIDIA SHIELD TV 为例，其上推行了任天堂复刻游戏；这几款游戏之前从未进入中国市场，故需要送有关部门审批。
| 游戏名称                                                    | 出版许可号           | 出版许可通过日 | 进口游戏内容审查批准文号  | 进口批文发布日期 |
| ----------------------------------------------------------- | -------------------- | -------------- | ------------------------- | ---------------- |
| 新超级马力欧兄弟 New Super Mario Bros. Wii                  | 新广出审[2017]806号  | 2017-01-20     | 文网游进字〔2017〕0082 号 | 2017-07-06       |
| 塞尔达传说：黄昏公主 The Legend of Zelda: Twilight Princess | 新广出审[2017]4113号 | 2017-05-10     | 文网游进字〔2017〕0178 号 | 2017-11-03       |
| 击拳热斗！！ Punch-Out!!                                    | 新广出审[2017]6734号 | 2017-08-09     | 文网游进字〔2017〕0180 号 | 2017-11-03       |
| 超级马力欧银河 Super Mario Galaxy                           | 新广出审[2017]6733号 | 2017-08-09     | 文网游进字〔2017〕0210 号 | 2017-12-11       |

### 中国大陆2018年机构改组
2018年3月的两会，具体为其中人民代表大会的第十三届全国人民代表大会第一次会议，通过了《关于国务院机构改革方案的决定》。游戏审批相关的文化部、中华人民共和国国家新闻出版广电总局不再保留，职能转移到中华人民共和国文化和旅游部、国家广播电视总局、国家新闻出版署（实际是中共中央宣传部出版局）。
机构变动涉及多部门，伴随而来的一系列调整，造成了一定程度的职能暂停。南华早报据不具名人士透露，可能与监管机构间的权力斗争相关。

## 影响

### 游戏业遇冷
「版号寒冬」造成了中国大陆一直高速发展的游戏业降温，上万家游戏公司倒闭。
2018年ChinaJoy期间发布了由CNG与GPC完成的报告，显示2018年上半年，游戏市场相比去年同期仅增长5%，达1050亿元，成为10年间首次仅有的个位数增幅。
使得中国大陆游戏题材的股票，出现了市值波动，如腾讯在十年内首次下滑，在8月中旬相比1月蒸发约1500亿美元，至11月的7～9月财报披露，仅为3月份市值的6成，而2018年新登陆纳斯达克的Bilibili，至8月跌幅达13%。而非中国大陆的游戏企业，如Nexon、Capcom等也出现了下跌，也被认为与大陆市场前景不明有关。
而12月的解禁，也相应造成了相关股票的回升。
分析平台Newzoo的一篇报告认为，「版号寒冬」影响了中国游戏市场收入的增长，导致了美国于2019年超越中国，成为全球收入最大的游戏市场。

### 海外发行
中国大陆的审核机制使得创作题材受到限制，再加上「版号寒冬」，促使部分游戏开发商选择“出海”，即在海外平台进行游戏发布，例如Steam与GOG.com等，有消息指出这类平台的中国大陆用户急剧上升。
公开游戏平台如Steam和GOG，由于不适用《网络出版服务管理规定》限定的境内网络出版服务商而没有游戏审核限制；而中国大陆是WTO成员国，其为受条约框架保护的跨境软件服务提供商，从而为游戏的销售提供了“曲线救国”的可能。
2018年9月爆红的《太吾绘卷》仅在Steam平台上架，虽然仅提供简体中文版本，但仍然创下销量奇迹；反映了中国大陆游戏市场对好作品的需求。
2014年10月，Steam商店的域名store.steampowered.com被防火长城短暂封锁，后来封锁解除。
2017年12月16日开始，Steam社区域名在中国大陆地区疑似遭到防火长城关键字屏蔽和DNS污染，原因未知。
2017年12月16日开始， 因疑似被防火长城封锁steamcommunity.com域名下的Steam社区内容，导致在中国大陆的用户除了商店外无法访问社區相關功能，需要修改Hosts文件或使用游戏加速器等相关工具才能绕过封锁。之后，因为升级了封锁方式，修改Hosts已无法绕过封锁。
2018年4月28日起，Steam在全球除中国大陆地区以外启用默认HTTPS链接代替之前的默认HTTP链接，此举被认为可以降低用户数据被ISP劫持分析的可能性。中国大陆地区此时只有商店采用默认HTTPS链接，社区仍然是默认HTTP链接。
2018年6月2日，Steam在中国大陆地区也采用社区默认HTTPS链接，之后防火长城也针对此提升了封锁强度，玩家仍需要使用遊戲加速器等工具才能访问社区。
2017年6月至8月，Steam的域名store.steampowered.com通过Http访问受到干扰。2019年1月,store.steampowered.com通过Http访问被封锁。
2021年12月，Steam的域名steampowered.com被发现已被中华人民共和国工业和信息化部列入“违法违规网站黑名单”。
2021年12月22日起，store.steampowered.com域名时通过Https访问受到防火长城干扰，部分访问请求超时，第三方追踪网站SteamDB表示Steam受到了类似Github的阻断，但Steam客户端本身不受影响，国内的用户目前仍然可以正常游戏。
2021年12月25日，Steam打折情报发布微博称“实际情况是商店和应用程序接口子域似乎在一些阿卡迈网际协议上经历了连接重置，类似于GitHub被封锁的情况。其他子域名（如合作伙伴网站）目前还能使用。”。
2023年2月17日，有部分大陆玩家反映，在不使用加速器以及修改hosts文件的情况下，Steam商店store.steampowered.com已经可以正常访问，但并未持续多久便重新受到访问干扰。截至目前，Steam商店仍未解封，访问时会受到间歇性阻断。

## 相关事件

### 《怪物猎人》下架
PC版本的《怪物猎人 世界》在2018年8月上架，发行平台为Steam与中国大陆腾讯的WeGame平台。发行几日后，WeGame平台遭遇有关部门下架。
虽然下架本身理由本身与版号审批无关，但因为存在这样特定的时期，使得市场信心不足。CAPCOM股价也出现下跌。

### 版号交易
以借壳方式进行版号交易的情况也出现，具体而言就是将旧有已上架游戏抽空，装进新的游戏。版号租用价格一度达到55万元。

## 后续
由于不连贯的政策波动导致了业界的巨大损失，事实上造成了中国大陆游戏界寒蝉效应的阻吓效果。同时也让相关新闻风吹草动更为敏感。
- 影响
  - 2019年2月，流传广电总局停止接受审批材料的消息，引发关注[47]。经澎湃新闻于2月20日致电，确认暂停接受情况[48]。
  - 2019年6月，有市场分析报告指出，版号冻结引发了游戏业遇冷；同时受到中国增长放缓影响，亚太原先的增长第一的位置转为拉美。预计美国将成为2019年全球最大游戏市场[49]。
  - 2020年1月，中央电视台财经频道公布在2019年里，中国大陆注销、吊销的游戏公司达到18710家，而2018年为9700余家。[50]
- 存量市场收紧
  - 2020年上半年蘋果App Store要求遊戲公司在6月30日之前提供上架遊戲的遊戲版號，8月1日和4日App Store下架三萬款遊戲[51]。
- 类似停发情况
  - 2021年，版号停发状况再现，自该年7月22日起至12月底，已暂停5个月新的游戏版号发放工作[52]。根据证券日报报道，2021年7月至年底，版号暂停发放的时期，中国大陆有超过1.4万家游戏相关公司注销；部分既存企业寄希望于海外业务[52]，但也出现了大部分游戏企业的裁员潮[53]。南华早报分析，这一情况与2021年习近平主导的针对青少年游戏沉迷的方针[53][54]，以及稍后由新闻出版署发布的关于进一步严格管理 切实防止未成年人沉迷网络游戏的通知公告有关[55]。
  - 2022年4月11日，中国开始重启游戏版号发放[56]。6月7日晚，又有60款游戏获批。[57]7月有67款游戏获批。[58]9月13日，共73款游戏获批。[59]
  - 在2022年12月28日，国家新闻出版署公布了新的审批信息，其中也是停审近一年半后（第三方统计为548天），再次出现进口游戏的审批信息[60][61]。
- 2023年12月22日，国家新闻出版署网站发布了《网络游戏管理办法（草案征求意见稿）》[62]，游戏公司股价集体暴跌，市值蒸发万亿。[63][64][65]相关部门声称“会认真研究各方关切意见”[66][67][68]。几天后，当局审批通过了105款国产游戏[69]和98款进口游戏[70]，创下近些年的最高纪录。2024年1月2日，根据路透社援引多名知情人士的报道，中共中央宣传部出版局局长冯士新被解除职务。[71]随后游戏股回暖。[72][73]目前国家新闻出版署官网上已经无法找到该意见稿，疑似被撤回。